# Anselm Viola i Valentí
Anselm Viola i Valentí   (Torroella de Montgrí, 1738 - monestir de Montserrat, 25 de gener de 1798) Pere Viola i Valentí, fou un compositor i pedagog musical català de l'escola de Montserrat. Fou un compositor de tall clàssic però amb una mentalitat oberta, com ho demostra el seu Magnificat a set veus. Ingressà a l'Escolania de Montserrat entre el 1745 i el 1750, on tingué com a mestre Josep Antoni Martí, que l'introduí en la moda italianitzant de l'època. Va passar al noviciat del monestir el 1756 on prengué el nom d'Anselm, i una vegada feta la professió monàstica a Montserrat es traslladà a Madrid on es relacionà amb José de Nebra, compositor de la cort. Posteriorment tornà a Montserrat on es dedicà a l'ensenyament musical a l'Escolania (entre els seus alumnes hi hagué Ferran Sor). La seva obra musical es compon de nombroses sonates per a clavicèmbal, de clara orientació pedagògica, i de diverses obres religioses. També cal destacar els 18 estudis per a fagot sol i, sobretot, el seu concert per a fagot i orquestra (malgrat que a la portada del manuscrit hi consti que és per a baixó), un dels més importants de l'època per a aquest instrument. Va ser autor de diverses obres sacres.

## Biografia
L'escolà de Montserrat
El 1738, quan tenia deu anys, Pere Viola ingressà a l'Escolania de Montserrat. Torroella de Montgrí posseïa una important tradició musical i no cal descartar que, de petit, Viola hauria pogut assimilar les primeres nocions musicals al poble. A més, alguns dels seus familiars propers exercien també com a músics.
En ingressar a l'Escolania, Viola fou deixeble de Benet Esteve, encara que el veritable mestre del noi va ser el monjo Josep Martí. Martí fou un compositor determinant en el canvi d'estil produït en aquell període a Montserrat: se'l podria considerar l'introductor de l'estil italià en la música montserratina. Aquest “nou estil” i els seus dots pedagògics van ser decisius en la formació musical de Viola. Viola va ser a l'Escolania durant set anys (fins als disset o divuit anys). Allà rebé, com tots els escolans, una educació musical escaient per a poder participar en determinades cerimònies del monestir i santuari. Una de les tasques primordials era la de prendre part en les funcions religioses de la capella de música amb la interpretació de les obres polifòniques dels compositors montserratins o d'altres de gran renom com, per exemple, Haydn, el qual exercí una gran influència en la música montserratina durant l'últim terç del segle xviii.
Pere Viola deixà l'Escolania en una data difícil de precisar de l'any 1756.
Monjo benedictí
Després de més de set anys a l'Escolania, ingressà com a monjo al monestir i prengué l'hàbit benedictí el 20 de març d'aquell 1756. Li fou imposat el nom d'Anselm. Un any més tard, acabat el preceptiu noviciat, professà per a la vida monàstica el 25 de març de 1757. Aquest mateix any, Narcís Casanoves, que després seria un famós compositor, ingressà a l'Escolania. L'abat del moment, Maur Salcedo, vista la predisposició musical de Viola, l'envià a Madrid per tal que prosseguís els estudis eclesiàstics i hi completés la seva formació musical.
El Monserratico madrileny
El 1758, tot just un any després de la seva professió, Anselm Viola arribà al monestir de Nuestra Señora de Monserrate de Madrid, anomenat familiarment El Monserratico.
Durant els deu anys (aproximats) de la seva estada a Madrid finalitzà els estudis eclesiàstics i molt probablement hi fou ordenat sacerdot. Consta que hi completà i hi perfeccionà els estudis musicals i que rebé una gran influència de l'ambient musical desplegat en els cercles de la cort de Carles III durant els inicis del despotisme il·lustrat que impulsà el monarca borbó.
El 1758, quan Viola inicià els estudis a Madrid, la Real Capilla era un important nucli de músics que exerciren una forta influència en el compositor. A través d'ells assimilà la influència italianitzant de la música que havia après a Montserrat del seu mestre, Josep Martí. A la cort, l'estil italià havia bandejat l'estil francès vigent des de l'arribada d'Isabel de Farnesio, segona esposa de Felip V.
Mestre d'Escolania
Entre els anys 1763 i el 1768 (probablement el 1767) Viola retornà al monestir de Montserrat després de més de nou anys d'estudis eclesiàstics i musicals a Madrid. El seu prestigi musical va créixer durant els anys de permanència a la cort, ben consolidat en aquesta època, com ho demostra el fet que algunes de les seves sonates fossin incorporades, juntament amb altres obres de Narcís Casanoves o d'Antoni Soler, al llibre Examen musical del monjo, exescolà i teòric Pere Codolar.
El 1786, poc després del seu retorn a Montserrat, va ser nomenat mestre de l'Escolania, plaça que estava vacant des de la mort del seu antic mestre Martí, així com de la capella de música, càrrecs que ocuparia fins a la seva mort. Els trenta anys com a mestre de l'Escolania constitueixen la gran tasca musical i pedagògica de Viola: com a director de l'Escolania, per la direcció de la capella de música – que implicava la gestió de tota la música que es feia a Montserrat- i per la seva faceta de compositor.
Malaltia i mort
El 1793 sofrí un atac apoplèctic que l'impossibilità de continuar com a mestre dels escolans. Conservà, però, la titularitat de mestre de la capella de música. Morí a la infermeria del monestir el 25 de gener de 1798.

## La tasca pedagògica
Deixebles
El seu deixeble més important va ser el guitarrista i compositor Ferran Sor. Sembla que Viola no reaccionà gaire positivament davant l'entusiasme de Sor per la guitarra, instrument que no tenia en gaire estima. Probablement també fou el seu deixeble el monjo Carles Masferrer, per al qual devien haver estat escrits els Divuit estudis per a fagot i el Concert per a baixó. Un altre deixeble important és Felip Rodríguez, així com Josep Vinyals, Jacint Boada i Antoni Ràfols i Martí Sunyer i Lloberas.

## La seva música
El compositor
La seva faceta com a compositor ha estat poc reconeguda fins que, durant els darrers anys, s'han publicat algunes de les seves obres i també un enregistrament discogràfic d'una mostra de la seva producció.
La seva obra representa una conjunció entre la tradició musical montserratina -en la línia dels seus antecessors Joan Cererols i Miquel López- i la influència italianitzant introduïda a Montserrat a mitjan segle xviii i assumida plenament durant la seva estada a Madrid.
La seva producció musical fou extensa, però bona part d'aquesta no ens ha arribat a causa de la destrucció del monestir i de l'arxiu musical els anys 1811 i 1812 durant la Guerra del Francès.
El catàleg general de les obres de Viola que han perviscut mostra un ventall de formes diverses: sonates d'estructura binària, escrites amb una funcionalitat pedagògica, tientos partits, una fuga, versos confegits com una suite de danses, misses per a cor i orquestra, un villancet, Divuit estudis per a fagot i un Concert per a baixó i orquestra, d'estructura barroca, l'únic exemple de música estrictament instrumental de l'Escola de Montserrat.
D'entre la seva obra escrita per a les celebracions litúrgiques del monestir, cal posar en relleu la missa Alma Redemptoris Mater.
Podem classificar la seva obra en dos estils diferenciats: un estil sever contrapuntístic utilitzat en les composicions amb una funcionalitat litúrgica, com és el cas de les misses o els salms, i un estil més innovador i especulatiu emprat en les sonates o els versos.
Les orbes per a teclat, poc conegudes i menys divulgades, tenen una importància decisiva a l'hora d'avaluar la música de Viola o d'establir-ne les característiques bàsiques.
En termes generals, les poques obres que resten d'aquest compositor reflecteixen un gran domini de la composició i característiques estètiques d'acord amb la seva època i situades en un preclassicisme avançat.

### Obres
Misses:
- Alma Redemptoris Mater
- Scala aretina
- Missa a 5 i 9 veus

Villancets:
- Benaurats aquells qui viuen

Altres obres en llatí:
- Magnificat a 6 veus
- Magnificat a 7 veus
- Quomodo obscuratum est
- Beatus Vir
- Laetatus Sum

Altres:
- Concert per baixó i orquestra
- 18 exercicis per fagot